# Stanley Okoro
Pour les articles homonymes, voir Okoro.
Stanley Okoro, né le 8 décembre 1992, est un footballeur nigérian. Il joue au poste de milieu offensif avec l'équipe bulgare du Tcherno More Varna.

## Biographie

### En club
Stanley Okoro commence le football dans les clubs suivants le National Grammar School Nike et River Lane FC. Il rejoint le club d'Enugu Rangers en 2005 et commence son parcours professionnel.
En 2008, il est recruté à Heartland FC pour jouer en Premier League il est alors âgé de 16 ans.
En juillet 2010, Okoro s'engage en Espagne avec l'UD Almería pour évoluer avec la réserve.

### En équipe nationale
En 2009, Stanley participe à la Coupe du monde des moins de 17 ans au Nigeria, il y dispute sept matchs pour inscrire trois buts. Mais le Nigeria bute sur la Suisse en finale à domicile.

## Palmarès

### En équipe

#### En sélection nationale
- Nigeria - 17 ans
  - Coupe du monde - 17 ans
    - Finaliste : 2009.